# Bakonybél
Bakonybél (vyslovováno [bakoňbél]) je velká vesnice v Maďarsku v župě Veszprém, spadající pod okres Zirc. Nachází se uprostřed Bakoňského lesa, asi 15 km západně od Zirce. V roce 2015 zde žilo 1 221 obyvatel. Dle údajů z roku 2011 tvoří 88,3 % obyvatelstva Maďaři, 1,3 % Němci, 0,1 % Slováci a 0,1 % Romové.
Vrchy kolem Bakonybélu byly osídleny již v době halštatské, jak dokládají stovky dochovaných mohyl.
Obec vznikla kolem benediktinského kláštera založeného svatým Vintířem a rozšířeného svatým Gerardem. Klášter byl po vypálení Turky znovu vystavěn v barokním slohu.
V obci je Vintířova a Gerardova poustevna s pramenem, muzeum astronomie a přírodní lázně.
Sousedními vesnicemi jsou Bakonykoppány, Csehbánya, Farkasgyepű, Kislőd, Pénzesgyőr, Szentgál a Városlőd, sousedním městem Herend.